# Antonio Rocca
Antonio Rocca (Castrovillari, 21 gennaio 1951) è un allenatore di calcio ed ex calciatore italiano, di ruolo centrocampista.

## Carriera
Debuttò nel Castrovillari nelle serie minori, quindi, dopo una parentesi poco felice al Varese dove non riuscì a esordire in prima squadra, riesce a scalare gradualmente la categoria del calcio italiano approdando all'[Acireale] infine all'Atalanta, con la quale disputò 190 partite debuttando anche in Serie A con 53 presenze e 3 reti in massima serie dal 1977 al 1979.
A Bergamo venne soprannominato Furia, come il celebre cavallo dalla grande corsa.
Dopo alcune stagioni in Serie B (categoria in cui ha totalizzato 216 presenze e 6 reti con Atalanta, Novara e Foggia, concluse la carriera in società  delle serie minori del Sud Italia, intraprendendo in seguito la carriera da allenatore ed osservatore delle giovanili della nazionale italiana.
Dal 24 luglio 2006 al 20 ottobre 2010 è stato vice di Pierluigi Casiraghi alla guida dell'Under-20 e Under-21 italiane.

## Palmarès

### Giocatore

#### Competizioni nazionali
- Serie B: 1

Varese: 1969-1970